# George Julius Christian Harms
George Julius Christian Harms (* 19. Januar 1834 in Neumünster; † 18. Juni 1914) war ein deutscher Reichsgerichtsrat.

## Leben
Während seines Studiums wurde er 1862 Mitglied der Burschenschaft Teutonia zu Kiel.
1866 wurde Harms auf den preußischen Landesherrn vereidigt. 1871 wurde er Amtsrichter und 1877 Kreisrichter. 1879 ernannte man ihn zum Landrichter. 1888 wurde er zum Landgerichtsrat, 1889 zum Oberlandesgerichtsrat befördert. 1899 kam er an das Reichsgericht. Er war im  III. Zivilsenat tätig. Er trat 1909 in den Ruhestand. 

## Quelle
- Adolf Lobe: Fünfzig Jahre Reichsgericht am 1. Oktober 1929, Berlin 1929, S. 367.